# Raniuszek czarnogardły
Raniuszek czarnogardły (Aegithalos concinnus) – gatunek ptaka z rodziny raniuszków (Aegithalidae). Występuje w południowej i południowo-wschodniej Azji. Nie jest zagrożony wyginięciem.

## Taksonomia
Po raz pierwszy gatunek opisał John Gould w 1855. Holotyp pochodził z Zhoushan. Autor nadał nowemu gatunkowi nazwę Psaltria concinna.
Obecnie (2021) Międzynarodowy Komitet Ornitologiczny umieszcza raniuszka czarnogardłego w rodzaju Aegithalos, podobnie jak i inne autorytety. Sporna jest liczba podgatunków. IOC uznaje ich 7, autorzy Clements Checklist of Birds of the World (sierpień 2021) oraz Howard and Moore Complete Checklist... (2014) – 6, a autorzy listy ptaków świata opracowywanej we współpracy BirdLife International z autorami HBW (6. wersja online: grudzień 2021) – 4. Trzy pozostałe taksony umieszczają w osobnych gatunkach: raniuszka szarołbistego (A. (c.) annamensis) we własnym, monotypowym, a rdzawołbistego (A. (c.) iredalei) – w obejmującym dwa podgatunki, iredalei i rubricapillus. Na Howard and Moore Complete Checklist... podgatunek A. c. rubricapillus jest włączony do A. c. iredalei z adnotacją, że może być zasadnym podniesienie go do rangi podgatunku.
Pozycję raniuszka czarnogardłego w obrębie rodzaju przedstawia poniższy kladogram. Johansson i inni (2016) prowadzili badania mające ustalić przynależność rodzajową raniuszka malutkiego (A. exilis), który okazał się być przedstawicielem Aegithalos; wcześniej był umieszczany w odrębnym rodzaju. W wynikach badań A. exilis był zagnieżdżony w obrębie A. concinnus, jednak ze względu na powszechne już uznawanie go za odrębny gatunek tu został przedstawiony jako gatunek siostrzany wobec niego:
|  | A. caudatus      |
|  |                  |
|  | A. glaucogularis |
|  |                  |

|  | A. iouschistos bonvaloti                                                              |
|  |                                                                                       |
|  | \| \| A. iouschistos fuliginosus \| \| \| \| \| \| A. iouschistos sharpei \| \| \| \| |
|  |                                                                                       |
|  | A. iouschistos fuliginosus                                                            |
|  |                                                                                       |
|  | A. iouschistos sharpei                                                                |
|  |                                                                                       |

|  | A. iouschistos fuliginosus |
|  |                            |
|  | A. iouschistos sharpei     |
|  |                            |

|  | A. iouschistos bonvaloti                                                              |
|  |                                                                                       |
|  | \| \| A. iouschistos fuliginosus \| \| \| \| \| \| A. iouschistos sharpei \| \| \| \| |
|  |                                                                                       |
|  | A. iouschistos fuliginosus                                                            |
|  |                                                                                       |
|  | A. iouschistos sharpei                                                                |
|  |                                                                                       |

|  | A. iouschistos fuliginosus |
|  |                            |
|  | A. iouschistos sharpei     |
|  |                            |

|  | A. caudatus      |
|  |                  |
|  | A. glaucogularis |
|  |                  |

|  | A. iouschistos bonvaloti                                                              |
|  |                                                                                       |
|  | \| \| A. iouschistos fuliginosus \| \| \| \| \| \| A. iouschistos sharpei \| \| \| \| |
|  |                                                                                       |
|  | A. iouschistos fuliginosus                                                            |
|  |                                                                                       |
|  | A. iouschistos sharpei                                                                |
|  |                                                                                       |

|  | A. iouschistos fuliginosus |
|  |                            |
|  | A. iouschistos sharpei     |
|  |                            |

|  | A. iouschistos bonvaloti                                                              |
|  |                                                                                       |
|  | \| \| A. iouschistos fuliginosus \| \| \| \| \| \| A. iouschistos sharpei \| \| \| \| |
|  |                                                                                       |
|  | A. iouschistos fuliginosus                                                            |
|  |                                                                                       |
|  | A. iouschistos sharpei                                                                |
|  |                                                                                       |

|  | A. iouschistos fuliginosus |
|  |                            |
|  | A. iouschistos sharpei     |
|  |                            |

|  | A. leucogenys                                              |
|  |                                                            |
|  | \| \| A. exilis \| \| \| \| \| \| A. concinnus \| \| \| \| |
|  |                                                            |
|  | A. exilis                                                  |
|  |                                                            |
|  | A. concinnus                                               |
|  |                                                            |

|  | A. exilis    |
|  |              |
|  | A. concinnus |
|  |              |

|  | A. caudatus      |
|  |                  |
|  | A. glaucogularis |
|  |                  |

|  | A. iouschistos bonvaloti                                                              |
|  |                                                                                       |
|  | \| \| A. iouschistos fuliginosus \| \| \| \| \| \| A. iouschistos sharpei \| \| \| \| |
|  |                                                                                       |
|  | A. iouschistos fuliginosus                                                            |
|  |                                                                                       |
|  | A. iouschistos sharpei                                                                |
|  |                                                                                       |

|  | A. iouschistos fuliginosus |
|  |                            |
|  | A. iouschistos sharpei     |
|  |                            |

|  | A. iouschistos bonvaloti                                                              |
|  |                                                                                       |
|  | \| \| A. iouschistos fuliginosus \| \| \| \| \| \| A. iouschistos sharpei \| \| \| \| |
|  |                                                                                       |
|  | A. iouschistos fuliginosus                                                            |
|  |                                                                                       |
|  | A. iouschistos sharpei                                                                |
|  |                                                                                       |

|  | A. iouschistos fuliginosus |
|  |                            |
|  | A. iouschistos sharpei     |
|  |                            |

|  | A. caudatus      |
|  |                  |
|  | A. glaucogularis |
|  |                  |

|  | A. iouschistos bonvaloti                                                              |
|  |                                                                                       |
|  | \| \| A. iouschistos fuliginosus \| \| \| \| \| \| A. iouschistos sharpei \| \| \| \| |
|  |                                                                                       |
|  | A. iouschistos fuliginosus                                                            |
|  |                                                                                       |
|  | A. iouschistos sharpei                                                                |
|  |                                                                                       |

|  | A. iouschistos fuliginosus |
|  |                            |
|  | A. iouschistos sharpei     |
|  |                            |

|  | A. iouschistos bonvaloti                                                              |
|  |                                                                                       |
|  | \| \| A. iouschistos fuliginosus \| \| \| \| \| \| A. iouschistos sharpei \| \| \| \| |
|  |                                                                                       |
|  | A. iouschistos fuliginosus                                                            |
|  |                                                                                       |
|  | A. iouschistos sharpei                                                                |
|  |                                                                                       |

|  | A. iouschistos fuliginosus |
|  |                            |
|  | A. iouschistos sharpei     |
|  |                            |

|  | A. leucogenys                                              |
|  |                                                            |
|  | \| \| A. exilis \| \| \| \| \| \| A. concinnus \| \| \| \| |
|  |                                                            |
|  | A. exilis                                                  |
|  |                                                            |
|  | A. concinnus                                               |
|  |                                                            |

|  | A. exilis    |
|  |              |
|  | A. concinnus |
|  |              |

## Morfologia

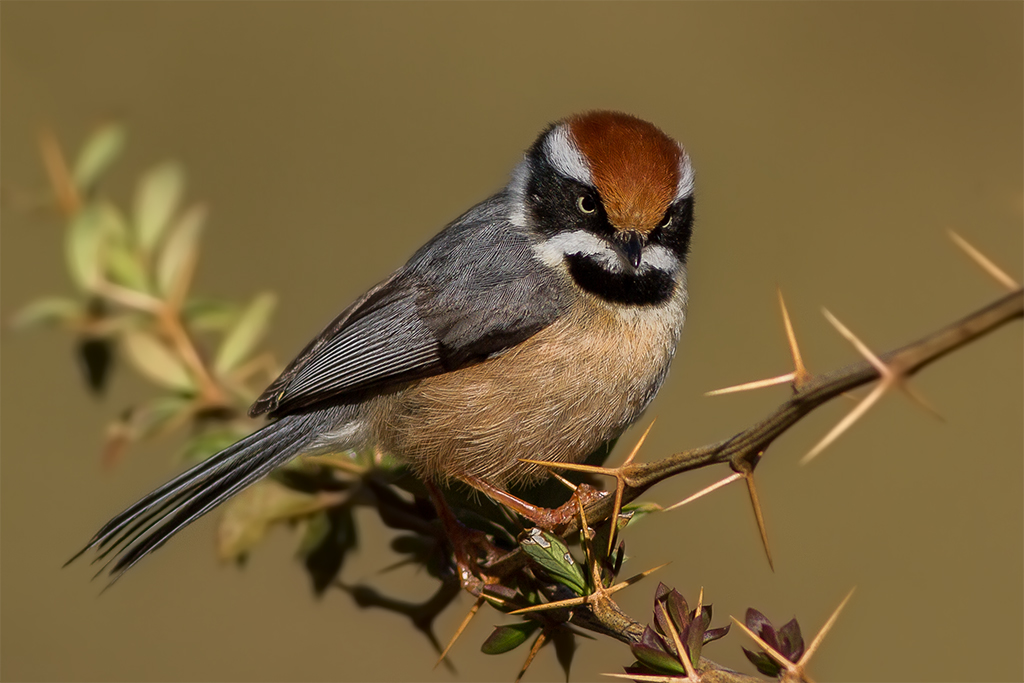
Raniuszek rdzawołbisty traktowany jest niekiedy jako odrębny gatunek

Długość ciała wynosi około 10,5 cm, masa ciała – 4–9 g. Raniuszek czarnogardły jest stosunkowo niewielkim przedstawicielem rodziny o średniej długości ogonie. Wokół jasnego oka znajduje się czarna maska. Broda biała, gardło czarne. U przedstawicieli podgatunku nominatywnego ciemię ma barwę cynamonową z nieznacznym rdzawym nalotem. Kantarek i odchodzący od niego w tył pasek są czarne; pasek rozszerza się tuż za kantarkiem. Wierzchnie partie ciała niebieskoszare. Kuper ochrowobrązowy. Pokrywy skrzydłowe większe oraz lotki ciemnobrązowe, na lotkach występują szerokie szare obrzeżenia. Sterówki czarniawobrązowe z szarymi krawędziami; na trzech zewnętrznych parach obecne również białe końcówki, najbardziej zewnętrzne mają całkiem białe chorągiewki zewnętrzne. Broda, obszar pod wąsem oraz boki szyi białe, gardło czarne, a przez jego niższą część przebiega biały pasek. Pod spodem formuje się wyraźnie zarysowana, ale dość wąska cynamonowordzawa przepaska na piersi (może być niemal przerwana na środku). Boki ciała rdzawokasztanowe. Pozostałe części spodu ciała białe; w znoszonym upierzeniu na brzuchu i w okolicy kloaki widoczne staja się jasne różowopłowe nasady piór). Tęczówka żółtobiała. Dziób czarny, nogi matowe, pomarańczowobrązowe lub żółtobrązowe. W upierzeniu dymorfizm płciowy nie występuje.

## Zasięg występowania
W zależności od podgatunku, raniuszki czarnogardłe zamieszkują:
- grupa concinnus[6] – raniuszek czarnogardły[3]:
  - A. c. manipurensis (Hume, 1888) – północno-wschodnie Indie, północno-zachodnia Mjanma[7]
  - A. c. concinnus (Gould, 1855) – północno-środkowe, środkowe i południowe Chiny, na południe od południowego Gansu i południowego Shanxi[7] oraz Tajwan[10]
  - A. c. talifuensis (Rippon, 1903) – wschodni Tybet, południowo-zachodnie Chiny oraz północna i środkowo-wschodnia Azja Południowo-Wschodnia (tylko część kontynentalna) na wschód od środkowo-wschodniej Mjanmy[7]
  - A. c. pulchellus (Rippon, 1900) – wschodnia Mjanma[7] (południowe stany Szan i Kaja) do skrajnie północno-zachodniej części Tajlandii[6]
- grupa iredalei[6][7] – raniuszek rdzawołbisty[3]:
  - A. c. iredalei (E.C.S. Baker, 1920) – podnóża Himalajów od północno-wschodniego Tybetu na zachód
  - A. c. rubricapillus (Ticehurst, 1925) – podnóża Himalajów na wschód od północno-wschodniego Pakistanu
- A. c. annamensis[6] (Robinson & Kloss, 1919) – raniuszek szarołbisty[3] – południowy Laos (wyżyna Bolowen) oraz Wietnam (środkowa i południowa część dawnego Annamu)

## Ekologia i zachowanie

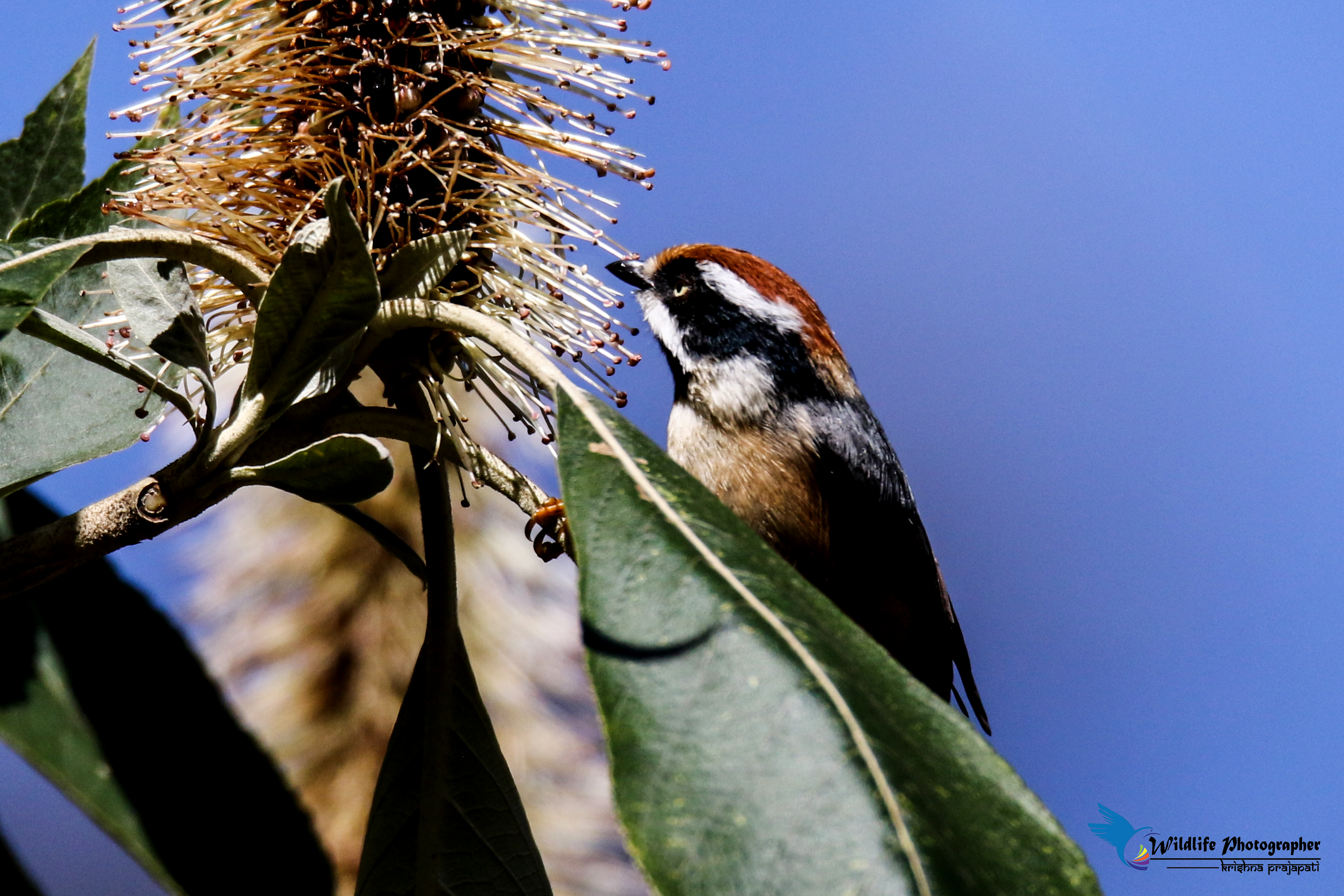
Raniuszki czarnogardłe żywią się głównie owadami

Przynajmniej pod kątem zwyczajów lęgowych raniuszki czarnogardłe są najlepiej poznanymi azjatyckimi przedstawicielami rodziny, których zwyczaje są w ogóle słabo poznane. Środowiskiem ich życia są zazwyczaj obrzeża lasów szerokolistnych, szczególnie z udziałem dębów (Quercus), oraz lasów mieszanych, niekiedy też cedrów (Cedrus) oraz sosen (Pinus; szczególnie w Indiach). Pojawiają się w różnorodnych luźno zadrzewionych lub zakrzewionych siedliskach, w tym zdominowanych przez różaneczniki (Rhododendron) i bambusy. Przeważnie zamieszkują przeciętne wysokości strefy subtropikalnej i umiarkowanej. Gniazdują głównie między 1200 a 2700 m n.p.m., a w zachodniej części zasięgu między 1400 a 2500 m n.p.m. W północnym Wietnamie odnotowywane były i na poziomie 1000 m n.p.m., a w Chinach – między 75 i 3960 m n.p.m. (prawdopodobnie gniazdują głównie między 1500 i 2500 m n.p.m.). W zachodniej części zasięgu raniuszki rdzawołbiste były obserwowane do 3000 m n.p.m. (zachodnie Himalaje) i 3600 m n.p.m. (wschodnie Himalaje), na Tajwanie – na 1000–3000 m n.p.m. (prawdopodobnie gniazdują tylko na 1500–2500 m n.p.m.), w Pakistanie – najniżej do 1200 m n.p.m. (w zachodnich Himalajach ogólnie – 900 m n.p.m.), w Nepalu – 1065 m n.p.m., w Bhutanie i północno-wschodnich Indiach – 400 m n.p.m. A. c. annamensis odnotowywano między 60 a 1980 m n.p.m., przy czym lęgi odbywają się do 600 m n.p.m. (przynajmniej w Annamie).
Raniuszki czarnogardłe są bardzo towarzyskie, tak jak reszta przedstawicieli rodziny, na których tle jednak się wyróżniają. Zwykle przebywają w grupach, które mogą składać się nawet z 40 osobników. Chętnie dołączają do wielogatunkowych stad żerujących ptaków. Na początku sezonu lęgowego ograniczają się do grup rodzinnych. W ciągu okresu lęgowego pojawiają się również stada raniuszków czarnogardłych, do których dołączają nie przystępujące do lęgów osobniki oraz te, którym się nie powiodło. Prowadzą głównie osiadły tryb życia, podejmują jedynie migracje wysokościowe i to niezbyt regularne. Żerują przeważnie w środkowych i niższych warstwach roślinności. Żywią się głównie owadami, a prócz nich zjadają drobne nasiona i owoce, szczególnie lubią jeżyny (Rubus).

## Lęgi
Okres lęgowy raniuszków czarnogardłych może zaczynać się jeszcze pod koniec lutego, stosunkowo wcześnie. W Himalajach, północno-wschodnich Indiach i Mjanmie trwa od marca do maja, czasami do czerwca; w północno-zachodniej Tajlandii – w kwietniu; w Chinach – od końca lutego do maja. W ciągu roku wyprowadzany jest jeden lęg.
W budowie gniazda uczestniczą obydwa ptaki z pary, lecz przewodzi samica. Zajmuje to zwykle około 10–11 dni, czasem do 2 tygodni. Gniazdo ma kształt owalu o długości blisko 10–15 cm i szerokości 9,5–14 cm. Otwór wejściowy umieszczony jest z boku u góry. Budulec stanowią zielone mchy, porosty, delikatne korzenie, skrawki kory, włosie, pajęcze kokony i puch roślinny. Wszystko spajają pajęczyny. Na wyściółkę raniuszki czarnogardłe używają duża ilość pierza, czasem też wełny, sierści lub roślinnego puchu. Zwykle gniazdo zostaje umieszczone do 3 m nad ziemią, rzadziej do 12 m nad podłożem. Zawieszone jest w rozwidleniu gałęzi lub na kilku gałęziach naraz (zostają wplecione w górną część jego konstrukcji). Nieczęsto zdarza się, że zamiast na niskim drzewie lub krzewie raniuszki budują swoje gniazdo wśród wysokich sztywnych traw lub innej niskiej i splątanej roślinności.
W zniesieniu w Himalajach znajduje się od 3 do 8 (zwykle od 3 do 6) jaj; w północno-zachodnich Indiach i północnej Mjanmie to zwykle 3 jaja, a w zachodniej Mjanmie – od 3 do 5 jaj. Skorupa ma barwę białą lub jasnoróżową. Pokrywają ją zmienne wzory, przeważnie złożone z drobnych czerwonych kropek i otaczające szerszy koniec jaja. Zdarzają się jaja pozbawione wzorów. Wymiary średnie dla nieokreślonej liczby jaj: 13,9 na 10,6 mm. Wysiadywanie trwa 14–16 dni. Odpowiedzialna jest za nie samica, czasami obydwa ptaki z pary (samce towarzyszą partnerce odpoczywając w gnieździe). Młode spędzają w gnieździe około 14 dni. Karmione są przez oboje rodziców. Zdarza się gniazdowanie kooperatywne.

## Status i zagrożenia
IUCN uznaje raniuszka czarnogardłego za gatunek najmniejszej troski (LC, Least Concern) od 2016 (stan w 2021). Wcześniej był klasyfikowany razem z dwoma innymi taksonami, które wówczas wydzielono do dwóch osobnych gatunków i tym samym klasyfikowano osobno od A. concinnus. Te również uznawane są za gatunki najmniejszej troski. BirdLife International uznaje trend liczebności populacji za prawdopodobnie stabilny.